# Chiquinquirá Delgado
Chiquinquirá Delgado   (Maracaibo, 17 d'agost de 1972) és una actriu, presentadora de televisió i model veneçolana.

## Carrera professional
Després de ser coronada primera finalista de Miss Veneçuela 1990 i obtenir el primer lloc en «Miss Flower Queen» al Japó, inicia la seva carrera de model.
És amb el programa de varietats TV Time que comença la seva participació com a presentadora de televisió.
El 1999 s'inicia en l'actuació amb la telenovel·la veneçolana Calypso de l'escriptor César Miguel Rondón. Aquest mateix any es converteix en la imatge del canal Sony Entertainement Television i també és presentadora, en la mateixa cadena televisiva, de les seccions Lo último i Estilo Sony.
En 2000 va ser la dolenta de la telenovel·la María Rosa, búscame una esposa, a Perú. Al tornar a Veneçuela anima el programa de concursos Mega Match de Venevisión, i també va ser la suplent de Viviana Gibelli quan aquesta última no podia animar La guerra de los sexos, i actua en la telenovel·la Mambo i canela. Com a model ha gravat videoclips junt amb Luis Miguel i Alejandro Fernández.
En 2003 és l'antagonista de la telenovel·la veneçolana Cosita rica de Venevisión.
El 2004 es va exercir com a presentadora convidada al programa Despierta América, transmès per la cadena Univisión, així mateix en Sábado gigante de la mateixa cadena.
El 2005 es converteix en una de les presentadores programa Portada's, programa matutí veneçolà de transmissió diària produït per Venevisión, similar a Despierta Amèrica, d'Univisión, en el qual va durar fins al 2009. Aquest mateix any protagonitza el musical infantil La Cenicienta, que també va ser presentat en diverses ciutats de Venezuela.También en 2005 llança una línia de productes de bellesa per a la pell que porten el seu nom «Chiqui», en aliança amb Laboratoris Vargas. La institució bancària Banc Occidental de Descompte la contracta de manera exclusiva perquè sigui la imatge de banc. Venevisión la reinstal·la el 16 d'abril de 2009 a la conducció del programa Donde nace el amor. El programa té com a objectiu formar parelles a través de seccions especials, en què els participants es veuen només al final de l'espai amb la idea d'aconseguir que el televident es diverteixi i gaudeixi un moment diferent a casa seva. Va conduir junt amb Javier Poza el xou d'impacte Mira quien baila de la cadena Univisión.
El 2011 es va incorporar com una de les presentadores del programa matutí Despierta América d'Univisión, temps després de la sortida de la conductora mexicana Ana María Canseco. En aquest mateix any va ser presentadora en diversos especials de la cadena, com els Premis Latin Grammy.
El 2012 va ser la presentadora de el programa Entertainment Tonight de la cadena CBS.
Per al 2013 torna a Miami (Estats Units d'Amèrica) per a ser la presentadora d'un nou programa d'entreteniment i entrevistes a la cadena Univisión.

## Vida personal
En la filmació del vídeo Barco a la deriva, el qual va reafirmar la seva fama, coneix al cantautor Guillermo Dávila amb qui contreu nupcias el 21 de setembre de 1991. D'aquest matrimoni neix la seva primera filla María Elena Dávila, però uns anys més tard la parella es divorcia.
Va estar casada amb el presentador Daniel Sarcos des del 2004. El 2010 va donar a llum la seva segona filla i primera filla amb Daniel Sarcos, anomenada Carlota Valentina Sarcos Prim. L'11 de novembre de 2010, Daniel Sarcos i Chiquinquirá Delgado publiquen a la premsa un comunicat en el qual anuncien la seva separació matrimonial.

## Programes de televisió
| Any       | Títol                      | Canal                       | Notes                      |
| --------- | -------------------------- | --------------------------- | -------------------------- |
| 1995      | Juego de la OCA            |                             | Model                      |
| 1998      | Lotto Quizz                |                             |                            |
| 1998      | TV Time                    |                             |                            |
| 2002      | Lo Último                  |                             |                            |
| 2002-2005 | La guerra de los sexos     | Venevisión                  | Suplent de Viviana Gibelli |
| 2002-2004 | Mega Match                 | Venevisión                  |                            |
| 2005-2009 | Portada's                  | Venevisión                  |                            |
| 2009      | Donde nace el amor         |                             |                            |
| 2010      | Mira Quien Baila           | Univisión / Las Estrellas   | Presentadora               |
| 2010      | Camino a los Latin Grammys | CBS                         |                            |
| 2011      | Despierta América          | Univisión                   |                            |
| 2011      | Mira Quien Baila           | Univisión / Las Estrellas   | Presentadora               |
| 2012      | Entertainment Tonight      | CBS Television Distribution |                            |
| 2012      | Mira Quien Baila           | Univisión / Las Estrellas   | Presentadora               |
| 2013      | Mira Quien Baila           | Univisión / Las Estrellas   | Presentadora               |
| 2014-2016 | Nuestra Belleza Latina     | Univisión                   | Presentadora               |
| 2017      | Mira Quien Baila           | Univisión / Las Estrellas   | Presentadora               |
| 2018      | Mira Quien Baila           | Univisión / Las Estrellas   | Presentadora               |

## Telenovel·les
| Any       | Títol                          | Personatge                | Canal                    |
| --------- | ------------------------------ | ------------------------- | ------------------------ |
| 1999      | Calypso                        | Margarita Luisa Volcán    | Venevisión               |
| 2000-2001 | María Rosa, búscame una esposa | Eva Amador                | Venevisión Internacional |
| 2002      | Mambo y canela                 |                           | Venevisión               |
| 2003-2004 | Cosita rica                    | Victoria «Vicky» Cárdenas | Venevisión               |

## Premis i reconeixements
- Cacic d'Or Internacional: Actriu destacada de l'any per excel·lència 2002
- Mara Internacional: Actriu de repartiment de l'any 2003
- Cacic d'Oro 2004. Curação.
- Gran Àguila de Veneçuela: Veneçolana d'Or 2005. Maracaibo, Veneçuela.
- Premi Mara: Animadora de revelació en TV 2005. Valencia, Veneçuela.
- Cacic d'Or 2005. Veneçuela.
- Premi Mar del Plata Internacional 2006/2007. Veneçuela.
- Mara d'Or 2006. Veneçuela.
- Cacic d'Or. 2007. Costa Rica.
- Gran Àguila de Veneçuela. 2007.
- Cacic d'Or Internacional: Animadora de televisió de l'any per excel·lència 2008. Veneçuela.[3]